# Brandon Scott Jones
Brandon Scott Jones, né le 6 juin 1984, est un acteur et scénariste américain.
Il est surtout connu pour ses rôles de Glen dans Can You Ever Forgive Me?, Donny dans Isn't It Romantic et John Wheaton dans The Good Place.

## Biographie
Jones est né à Bel Air dans l'état du Maryland.

## Filmographie

### Acteur

#### Cinéma
- 2016 : Don't Think Twice
- 2016 : Other People : Andrew
- 2018 : Can You Ever Forgive Me? : Glen
- 2019 : Isn't It Romantic : Donny
- 2022 : Senior Year : Mr. T
- 2023 : Renfield : Mark

#### Télévision
- 2003 : La force du destin : un ado
- 2009 : Rhonda Casting : Brandon
- 2013 : Rejected Pitches : Steven E. de Souza
- 2014 : Ramsey Has a Time Machine : Paul Friedman
- 2016 : Difficult People : un conducteur
- 2016 : Girls : Sam
- 2019 : The Good Place : John Wheaton
- 2019 : The Other Two : Curtis
- depuis 2021 : Ghosts : fantômes à la maison : Capitaine Isaac Higgintoot

### Scénariste
- 2012 : UCB Comedy Originals (3 épisodes)
- 2018 : The Demons of Dorian Gunn (téléfilm)
- 2021 : The Other Two (1 épisode)
- 2022 : Senior Year